# Arcilesbica
Arcilesbica es una asociación de mujeres lesbianas italiana. Nació oficialmente en diciembre de 1996 de la separación de Arcigay y Arcilesbica en dos entidades distintas. La membresía en Arcilesbica está reservada a mujeres y organizaciones compuestas y dirigidas exclusivamente por mujeres. En 2014, contaba con 1017 miembros.
La presidenta es Cristina Gramolini desde 2017. El logo representa dos símbolos de Venus que se entrelazan formando dos alas formando una mariposa.

## Historia
La asociación Arcigay se creó en 1980 e incluye tanto a mujeres como a hombres, aunque estos últimos representan la mayoría absoluta. En 1988, Graziella Bertozzo y otras mujeres crearon un grupo lésbico local en Verona bajo el nombre de Arci Gay Donna.En 1990, las lesbianas representaban 50% de los escaños de la asociación nacional y Bertozzo pasó a ser secretaria. En 1994, pasó a denominarse Arcygay-Arcilesbica, antes de dividirse dos años después, en diciembre de 1996.
A partir de 2016, adoptó posiciones cada vez más críticas hacia la prostitución y la gestación subrogada, en oposición a la asociación Famiglie Arcobaleno, lo que le valió acusaciones de alineamiento con la derecha conservadora. La victoria en el congreso nacional de 2017, de la moción TERF “Males extremos, lesbianas extremas" contra "Redescubrir las relaciones", llevó a varios capítulos a desafiliarse de Arcilesbica, en desacuerdo con la política de la asociación considerada excesivamente radical.
En junio de 2019, más de 100 asociaciones se unieron a Famiglie Arcobaleno para condenar una comunicación de la filial modenesa de Arcilesbica en Facebook considerada transfóbica. Las ramas ferraresa y romana también la condenaron. En octubre de 2019, Arcilesbica Nazionale intervino en la defensa ante la Corte de Casación de Francia en el caso de reconocimiento de la filiación de un padre de intención de niños nacidos a través de vientre de alquiler (caso Mennesson), que fue declarada inadmisible.
En 2020, a raíz de nuevas demandas que excluyen a las personas trans y son consideradas transfóbicas, se presentó a la federación ARCI, una solicitud de expulsión de Arcilesbica, firmada por 74 asociaciones y 2906 personas.

## Presidentas
- 1996 - 2002: Titti De Simone.
- 2002 - 2005: Cristina Gramolini.
- 2005 - 2012: Francesca Polo.
- 2012 - 2015: Paola Brandolini.
- 2015 - 2017: Roberta Vannucci.[23]
- 2017 - actualidad: Cristina Gramolini.

## Ubicaciones locales
- ArciLesbica Milano Zami (desde 1997).[24]
- ArciLesbica Novara L’isola che c’è.[25]
- ArciLesbica Trentino-Alto Adigio L’altra venere.[26]
- ArciLesbica Módena.[27]
- ArciLesbica Ferrara.[17]
- Arcilesbica Pisa-Livorno (desde 2016).[28]
- Arcilesbica Florencia.[29]